# Atłant Mytiszczi
Atłant Mytiszczi (ros. Атлант Мытищи) – rosyjski klub hokejowy z siedzibą w Mytiszczi, występujący w lidze KHL. Równolegle używa się nazwy klubu Atłant Moskwa bądź szerzej jako Atłant Obwód moskiewski (ros. Атлант Московская область).
W przeszłości funkcję klubu farmerskiego dla Atłanta pełnił HK Riazań, Titan Klin i do 2013 Kristałł Elektrostal. W 2013 został nim Buran Woroneż. Drużyną juniorską w 2009 zostały Mytiszczinskije Atłanty, występujące w rozgrywkach MHL (potem pod nazwą Atłanty Mytiszczi).

## Historia
Powstał z przeniesienia klubu Chimik Woskriesiensk do Mytiszczi. Za datę powstania przyjmuje się 2 kwietnia 2005- wtedy Atłant oficjalnie stał się sukcesorem Chimika. Klub był prowadzony przez lokalny rząd obwodu moskiewskiego. Na jego czele stał gubernator obwodu Borys Gromow.
Klub przystąpił do pierwszej edycji rozgrywek KHL w sezonie 2008/09 i odpadł w drugiej rundzie play-off w 1/4 finału, gdzie wyeliminował go Mietałłurg Magnitogorsk 3:1). W sezonie 2009/10 klub odpadł już w 1/8 finału ulegając drużynie Lokomotiw Jarosław w stosunku 1:3, mimo że Atłant był wyżej sklasyfikowany po rundzie zasadniczej. W edycji 2010/11 w 1/8 finału Atłant wyeliminował Siewierstal Czerepowiec 4:2, w 1/4 finału wyżej klasyfikowany SKA Sankt Petersburg 4:3 (decydujący gol padł w dogrywce siódmego meczu), zaś w Finale Konferencji Zachód zrewanżował się Łokomotiwowi Jarosław wygrywając 4:2. Tym samym Atant awansował do finału KHL, zaś decydujący mecz wygrał 2 kwietnia 2011 roku - w szóstą rocznicę powstania klubu. W finałowej rywalizacji o Puchar Gagarina klub uległ drużynie Saławat Jułajew Ufa. (1:4). Szkoleniowcem drużyny był w tym sezonie czeski trener Miloš Říha, który po zakończeniu sezonu opuścił klub. Od nowego sezonu 2011/12 trenerem został Szwed Bengt-Ake Gustafsson, którego w listopadzie 2011 zastąpił jego rodak Janne Karlsson, z którym rozwiązano umowę 20 października 2012 roku. Tymczasowym trenerem był Aleksandr Smirnow, a od połowy listopada 2012 roku nowym szkoleniowcem został Siergiej Swietłow. W sezonie 2012/2013 drużyna odpadła w 1/8 finału ligi z SKA 1:4, została sklasyfikowana na 16. miejscu w lidze, a Swietłow pozostał na swoim stanowisku. W tym czasie zaplanowano budowę nowej jakości zespołu, zmierzającą do sukcesu na miarę wicemistrzostwa z 2011 roku. Po meczach sezonu 2013/2014 i niezadowalających wynikach drużyny (cztery punkty w sześciu meczach) zwolnieni zostali trenerzy Swietłow i Niesterow. Po sezonie klub został przeniesiony z Dywizji Tarasowa do Dywizji Bobrowa.
W maju 2015 poinformowano, że zespół Atłanta Mytiszczi z uwagi na problemy finansowe został wycofany ze składu rozgrywek w sezonie KHL (2015/2016).

## Sukcesy
- Srebrny medal mistrzostw Rosji: 2011
- Finał KHL o Puchar Gagarina: 2011

## Zawodnicy

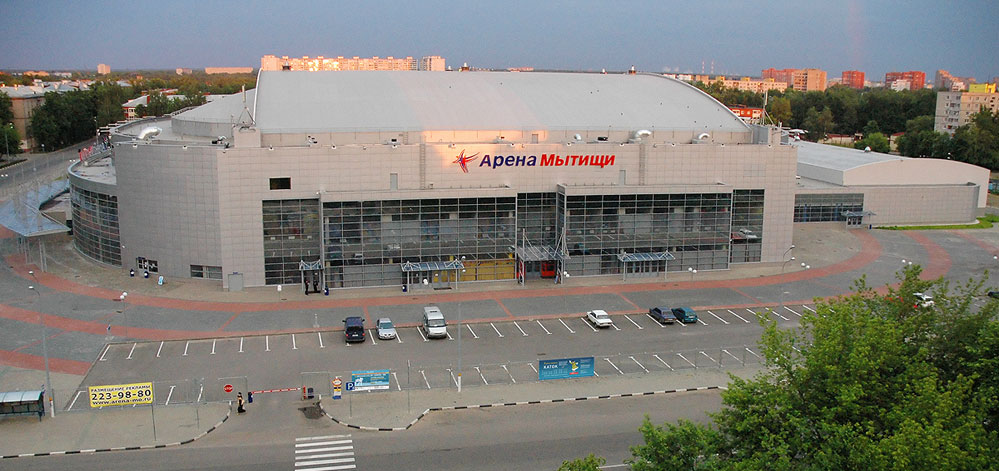
Mytiszczi Arena

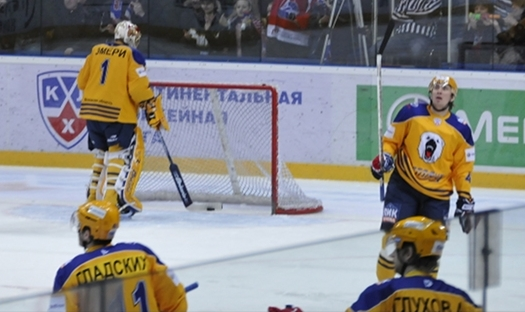
Zawodnicy klubu Atłant Mytiszczi podczas meczu z Łokomotiw Jarosław 14 maja 2010

W latach 2006–2011 w klubie występował m.in. Siergiej Moziakin, reprezentant Rosji oraz triumfator wielu ligowych punktacji indywidualnych - najlepiej punktujący sezonu zasadniczego w pierwszych dwóch edycjach KHL 2008/09 i 2009/10. Ponadto w przeszłości w Atłancie występowali m.in. Michaił Bałandin, Pawieł Trachanow (obaj nieżyjący), Martin Gerber, Aleksandr Siomin, Aleksiej Troszczinski, reprezentanci Czech Zbyněk Irgl (2010-2011) i Jan Marek (2011), Aleksiej Kowalow.

## Kadra w sezonie2014/2015
| Bramkarze: - Artiom Artiemiejew - Atte Engren Obrońcy: - Anton Babczuk - Wiktor Bałdajew - Artiom Dorofiejew - Jarosław Dyblenko - Matt Gilroy - Albiert Jarullin - Dzmitryj Korabau - Witalij Nowopaszyn - Wsiewołod Sorokin - Michaił Tiulapkin – kapitan |  | Napastnicy: - Jewgienij Bodrow - Wadim Chłopotow - Artiom Czernow - Michaił Głuchow - Oleg Jaszyn - Roberts Jekimovs - Aleksandr Juńkow - Wiaczesław Kozłow - Wiaczesław Leszenko - Igor Lewicki - Anton Małyszew - Władimir Peszechonow - Aleksiej Potapow - Artiom Pugołowkin - Nikita Sosznikow - Siergiej Szmielow - Kamil Szyfotdinow - Andriej Taratuchin - Artiom Woronin |